# Valerio Zanone
Valerio Riccardo Zanone (Torino, 22 gennaio 1936 – Roma, 7 gennaio 2016) è stato un politico italiano, già segretario e poi presidente del Partito Liberale Italiano. Per cinque legislature deputato alla Camera durante la prima Repubblica, è stato anche senatore del Partito Democratico nella XV legislatura.

## Biografia

### Carriera politica

#### Nella Prima Repubblica
Si è laureato in Filosofia con una tesi in Estetica (relatore Luigi Pareyson) all'Università di Torino. Dal 1970 al 1994 si è dedicato alla politica prima come consigliere regionale del Piemonte, poi come deputato alla Camera per cinque legislature: VII, VIII, IX, X, XI.
Dal 1976 al 1985 è stato segretario del Partito Liberale Italiano, di cui è poi stato presidente.
È stato Ministro dell'Ecologia nel Governo Craxi I (1983-1986), Ministro dell'Industria nel Governo Craxi II (1986-1987), Ministro della Difesa nel Governo Goria e nel Governo De Mita (1987-1989).
È stato sindaco di Torino per un anno e mezzo, dal 30 luglio 1990 al 31 dicembre 1991; dimissionario, è stato succeduto nella carica da Giovanna Cattaneo Incisa.
Nel novembre 1992 ha ammesso la sua adesione alla loggia torinese "Augusta Taurinorum" del Grande Oriente d'Italia, il che coincise con un progressivo allontanamento dalla politica di prima linea che, nel suo partito, era segnata dal coinvolgimento del suo "delfino" Renato Altissimo nello scandalo Enimont: ciò fino al giugno 1993 quando diede le dimissioni dalla carica di presidente del partito.

#### Nella Seconda Repubblica
Dopo le dimissioni dal PLI ha dato vita a un movimento denominato Unione Liberaldemocratica di ispirazione liberal-democratica, vicino al centro-sinistra. Il piccolo movimento, presente soprattutto in Piemonte, in vista delle elezioni politiche del 1994 con il sistema maggioritario, si schierò con Mariotto Segni e il suo Patto di Rinascita Nazionale (detto poi Patto Segni) contestando la deriva berlusconiana di alcuni ex-liberali. Nella parte maggioritaria presentò propri candidati nella coalizione di centro del Patto per l'Italia, nella quota proporzionale corse all'interno delle liste del Patto Segni (che presentava nel simbolo anche la scritta "Liberaldemocratici").
Nel febbraio 1995, nel corso dei lavori del 2º Congresso della Federazione dei Liberali, Zanone fece confluire l'Unione Liberaldemocratica nella FdL di cui venne nominato Presidente.
Nel giugno 1995 prese parte insieme al Segretario FdL alla fondazione della coalizione dell'Ulivo.
A partire dal 2001, pur restando presidente della Federazione dei Liberali Italiani, è entrato a far parte dell'Assemblea Federale de La Margherita. Nel novembre 2004 ha dato vita all'Associazione per la Democrazia Liberale, un'associazione politica che intende organizzare i liberali sparsi nei vari partiti del centro-sinistra in modo da contribuire "con iniziative di segno schiettamente liberale al progetto dell'alternativa riformista", staccandosi dalla FdL e aderendo alla Margherita.
Nel 2006 venne eletto al Senato della Repubblica, nella lista della Margherita per la regione Lombardia, in seguito assumendo l'incarico di Vice Presidente della 4ª Commissione permanente (Difesa).
Nel maggio 2010 ha annunciato la sua adesione ad Alleanza per l'Italia di Francesco Rutelli, tramite la promozione e costituzione del Comitato Liberale di Alleanza per l'Italia. Al Comitato Liberale hanno aderito, tra gli altri, Alberto M. Musy, Gianni Vernetti, Valter Grossi, Alessandro Battaglino, Giancarlo Lunati, Federico Magnifico, Giovanni Magnifico, Andrea Bitetto, Ernesto Paolozzi, Raffaele Prodomo, Giorgio Berchicci, Pasquale Dante, Enrico Lecis, Alessandro Battisti.

### Altri incarichi
Nella seconda metà degli anni novanta si è occupato di attività giornalistica e culturale e di studi sul liberalismo (L'età liberale, Rizzoli 1997). Ha collaborato alla stesura di una storia dei liberali italiani dall'Unità a oggi. È stato presidente della Fondazione Luigi Einaudi di Roma per studi di economia e politica ed è stato componente del Consiglio di amministrazione della Fondazione Luigi Einaudi di Torino dal 1990 al 2008.
È morto nella sua casa di Roma, all'età di 79 anni, dopo una lunga malattia.